# Rjúkandi
Rjúkandi – islandzki wodospad osiągający 93 m wysokości, znajdujący się w regionie Austurland, przy drodze nr 1. Najbliższym miastem jest Egilsstaðir.
Rjúkandi powstał na rzece Ysta-Rjúkandi. W pobliżu przepływają równolegle jeszcze dwie rzeki Mið-Rjúkandi i Fremsta-Rjúkandi. Wszystkie trzy zawierają szereg wodospadów, które można zobaczyć z drogi nr 1, choć tylko Rjúkandi jest nazwany i ma znaczenie. Rzeki Rjúkandi biorą swój początek w rejonie góry Sandfell, a następnie kierują się w dół, gdzie spływają do doliny Jökuldalur.